# Lubieszynek (gmina Liniewo)
Lubieszynek (kaszb. Małi Lubieszin) – wieś pogranicza kaszubsko-kociewskiego w Polsce, położona w województwie pomorskim, w powiecie kościerskim, w gminie Liniewo.
W latach 1975–1998 miejscowość położona była w województwie gdańskim.
Inne miejscowości z prefiksem Lubiesz: Lubieszynek, Lubieszyn, Lubieszyn, Lubieszewo, Lubiszyn

## Nazwy źródłowe miejscowości
Lubieszynko, niem. Klein Lipschin